# Itahari
Itahari (in nepalese इटहर) è una città situata nel sud est del Nepal. Da un punto di vista amministrativo fa parte della provincia di Koshi ed è capoluogo del Distretto di Sunsari.
Al censimento del 2011 la popolazione era di 140.801 cittadini e 18.270 abitazioni.